# Notiohyphantes
Notiohyphantes Millidge, 1985 è un genere di ragni appartenente alla famiglia Linyphiidae.

## Distribuzione
Le tre specie oggi note di questo genere sono state rinvenute in America centrale e meridionale: la specie dall'areale più vasto è la N. excelsus, reperita in diverse località dal Messico al Perù, in Brasile e nelle isole Galapagos.

## Tassonomia
Per la determinazione delle caratteristiche della specie tipo sono tenute in considerazione le analisi sugli esemplari di Linyphia meridionalis Tullgren, 1901.
Dal 1985 non sono stati esaminati esemplari di questo genere.
A dicembre 2012, si compone di tre specie:
- Notiohyphantes excelsus (Keyserling, 1886) — dal Messico al Perù, Brasile, Isole Galapagos
- Notiohyphantes laudatus Millidge, 1991 — Brasile
- Notiohyphantes meridionalis (Tullgren, 1901)[3] — Cile

### Sinonimi
- Notiohyphantes convexanus (Roewer, 1942); trasferita dal genere Linyphia Latreille, 1804, e posta in sinonimia con N. excelsus (Keyserling, 1886) a seguito di un lavoro dell'aracnologo Baert (1990a)[1].
- Notiohyphantes convexus (F. O. P.-Cambridge, 1902); trasferita dal genere Linyphia Latreille, 1804, e posta in sinonimia con N. excelsus (Keyserling, 1886) a seguito di un lavoro dell'aracnologo Baert (1990a).
- Notiohyphantes elegans (Keyserling, 1891); posta in sinonimia con N. excelsus (Keyserling, 1886) a seguito di un lavoro dell'aracnologo Baert (1990a).
- Notiohyphantes elegantula (Roewer, 1942); trasferita dal genere Linyphia Latreille, 1804, e posta in sinonimia con N. excelsus (Keyserling, 1886) a seguito di un lavoro dell'aracnologo Millidge del 1985.
- Notiohyphantes emarginatus (F. O. P.-Cambridge, 1902); trasferita dal genere Linyphia Latreille, 1804, e posta in sinonimia con N. excelsus (Keyserling, 1886) a seguito di un lavoro dell'aracnologo Baert (1990a).
- Notiohyphantes gamma (F. O. P.-Cambridge, 1902); trasferita dal genere Linyphia Latreille, 1804, e posta in sinonimia con N. excelsus (Keyserling, 1886) a seguito di un lavoro dell'aracnologo Baert (1990a).